# Paróquia de Pointe Coupee
A Paróquia de Pointe Coupee é uma das 64 paróquias do estado americano da Luisiana. A sede da paróquia é New Roads, e sua maior cidade é New Roads.
A paróquia possui uma área de 1 530 km² (dos quais 86 km² estão cobertas por água), uma população de 22 763 habitantes, e uma densidade populacional de 16 hab/km² (segundo o censo nacional de 2000). 